# Robert Krausse

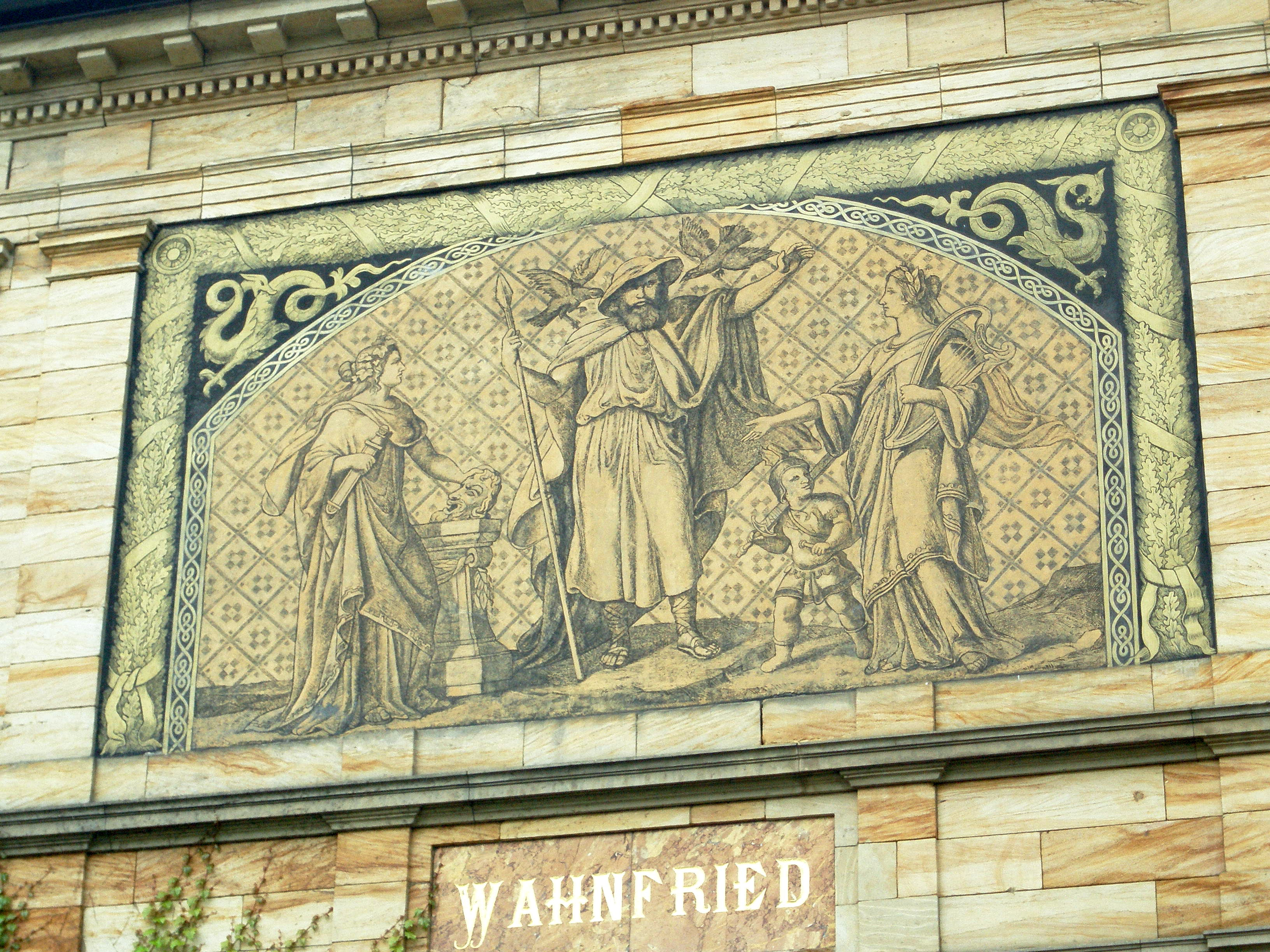
Wotan am Haus Wahnfried in Bayreuth

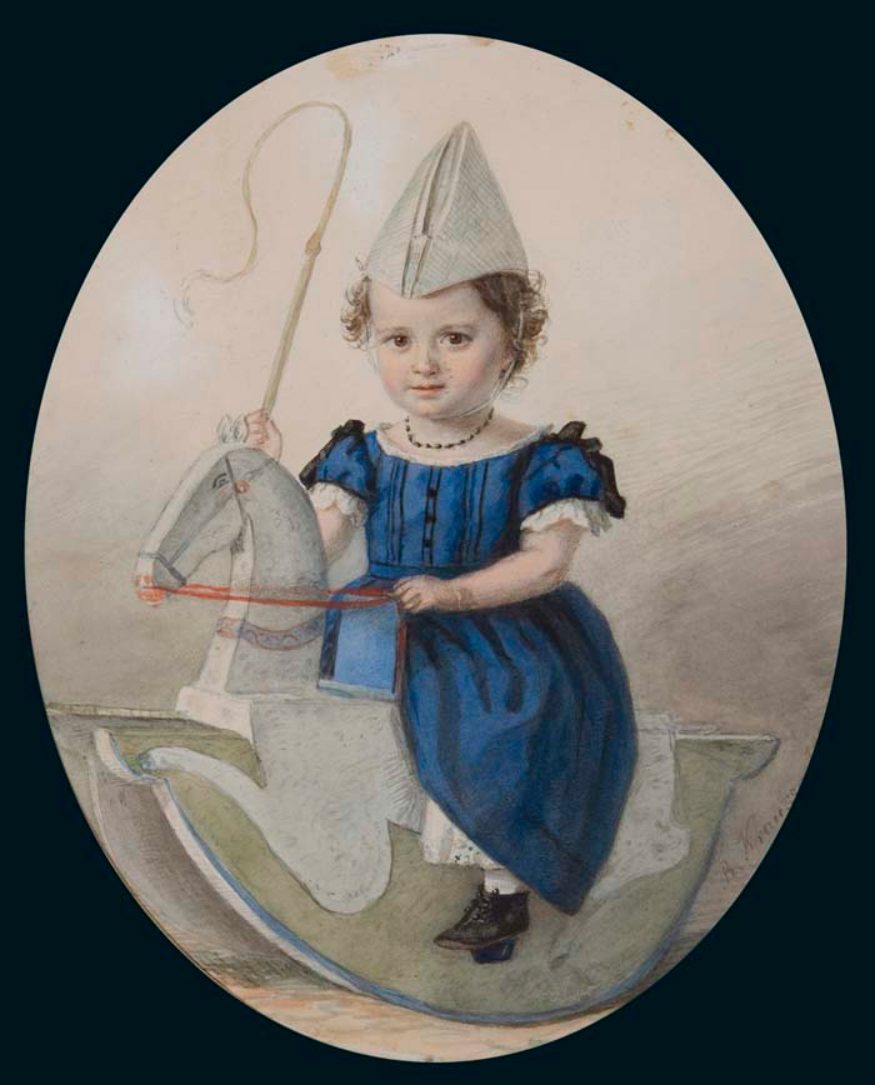
Mädchen auf Schaukelpferd

Isidor Robert Krausse (* 28. Juli 1834 in Weimar; † 5. November 1903 in Dresden) war ein deutscher Bildnis- und Historienmaler sowie Aquarellist.

## Leben
Krausse studierte an der Leipziger Kunstakademie bei Gustav Jäger. 1863 wurde er mit einer kleinen Silbermedaille ausgezeichnet.
Seit 1858 war er in München tätig. 1861 und 1866 besuchte er die Niederlande, um in dortigen Museen Werke von Anthonis van Dyck und Peter Paul Rubens zu studieren. 1872 unternahm er eine Studienreise nach Italien.
Im Jahre 1869 bestellte Richard Wagner bei ihm Kopien des Porträts Friedrich von Schillers, das Johann Friedrich August Tischbein im Jahr 1806 gemalt hatte, und des Beethoven-Porträts (aus dem Jahr 1823) von Ferdinand Georg Waldmüller.
In den Jahren 1873/74 schuf Krausse für die Fassade von Wagners Haus Wahnfried in Bayreuth ein Sgraffito-Bild, das in der Mitte Wotan mit seinen Raben Hugin und Munin zeigt. Auch der Karton dazu, d. h. die gleich große Vorzeichnung, ist erhalten, wurde 2019 restauriert und gehört zur Sammlung des Reuter-Wagner-Museums, einer der vier Einrichtungen des Thüringer Museums in Eisenach.
1880 ließ er sich in Dresden nieder. 1889 renovierte er die mittelalterliche Malerei in der Kirche von Reinsberg (Sachsen).